# WWE NXT
WWE NXT,  también conocida de forma simple como NXT, es una marca de la empresa de lucha libre profesional estadounidense WWE, introducida el 23 de febrero de 2010. Durante sus primeros dos años, NXT fue un programa de televisión basado en la telerrealidad en el que «novatos» competían para convertirse en una estrella de WWE. NXT se transformó en 2012 al reemplazar a Florida Championship Wrestling (FCW) como el territorio de desarrollo de WWE para su roster principal (Raw y SmackDown). Sin embargo, con el tiempo, periodistas y fanáticos de la lucha libre llegaron a verlo como su propia marca distintiva.
Originalmente celebrando espectáculos principalmente en el área de Orlando, Florida, NXT expandió su alcance con el tiempo, habiéndose embarcado en giras nacionales e internacionales, siendo elogiado por su alta calidad de lucha libre y por storylines cautivadoras. El estatus de NXT se elevó cuando su serie de televisión homónima se trasladó al canal USA Network en septiembre de 2019. Anteriormente, la marca fue conocida como NXT 2.0.
WWE ahora promueve NXT como su tercera marca principal, aunque algunos periodistas de lucha libre todavía se refieren y ven a NXT como un territorio de desarrollo, con Raw y SmackDown como el «roster principal».

## Historia
En agosto de 2012, WWE cerró las operaciones de su territorio de desarrollo Florida Championship Wrestling (FCW), ubicado en Tampa, Florida, para comenzar a enfocarse en su nuevo territorio de desarrollo desde la Universidad Full Sail bajo el nombre de NXT, más concretamente en el recién construido WWE Performance Center, donde se han venido realizando todos sus shows semanales. WWE inició en 2010 el programa NXT como un formato de reality show con luchadores en desarrollo de FCW, compitiendo entre sí teniendo como premio sumarse al plantel principal de WWE, formato concluido en 2012. Desde entonces, NXT inició como un show televisivo más al estilo Raw y SmackDown.
El 27 de febrero de 2014, NXT tuvo su primer evento especial en vivo de dos horas llamado NXT Arrival, el cual fue también la primera transmisión en vivo de WWE Network. Eventualmente, WWE programó más eventos especiales en vivo de dos horas para NXT.
En 2015, NXT promocionó su primer evento en vivo fuera del estado de Florida, con un evento que se celebró el mes de marzo en Columbus, Ohio.
Durante  2016, 2017 y 2018 se mantuvo en WWE Network como marca de desarrollo pero, a partir de septiembre de 2019, se mudó a USA Network para competir directamente con el programa de la promoción de lucha libre All Elite Wrestling (AEW) transmitido en TNT: Dynamite, convirtiéndose así en la tercera marca de lucha libre de WWE.
Desde el 11 de marzo de 2020, NXT transmite sus shows semanales sin público debido a la Pandemia del Covid-19, manteniéndose así hasta que existan las condiciones apropiadas para volver a traer público al escenario. NXT TakeOver Tampa Bay, evento estelar de NXT que se iba a realizar en el Amalie Arena de Tampa, fue cancelado por la pandemia, haciendo que las luchas programadas para este evento se reprogramaran en los shows semanales de NXT en el WWE Performance Center.

### NXT 2.0
En abril de 2021, NXT fue trasladado en su emisión a los martes por la noche, esto para no competir directamente contra AEW con su programa AEW Dynamite. Después de que 12 luchadores de NXT fueron liberados de sus contratos en agosto, Dave Scherer y Mike Johnson de Pro Wrestling Insider informaron que hubo conversaciones internas sobre cambios importantes en la marca, tales como: «un nuevo logotipo, nueva iluminación, un enfoque sobre talentos más jóvenes y un formato diferente a los programas de televisión».
Dave Meltzer informó que, después de haber perdido la guerra de índices de audiencia con AEW, NXT probablemente volverá a sus raíces de desarrollo, con «talentos que son más jóvenes, más grandes y que algún día podrían ser el evento principal en WrestleMania». El presidente de WWE, Nick Khan, confirmó posteriormente que NXT se sometería a una «renovación completa», supervisada por Triple H. Bajo el concepto de NXT 2.0, se hizo la renovación oficial para el 14 de septiembre.

### Regreso a NXT
Al concluir la edición del programa del 13 de septiembre de 2022, la marca volvió a su nombre original, NXT, revelando una nueva versión del logotipo 2.0 con las letras en color blanco y con un contorno dorado alrededor de las mismas, además de eliminar el «2.0».

## Producción

### Música oficial
| Título                      | Intérprete         | Fecha                                     |
| --------------------------- | ------------------ | ----------------------------------------- |
| "Welcome Home"              | Coheed and Cambria | 20 de junio de 2012 - 24 de abril de 2014 |
| "Roar of the Crowd"         | CFO$               | 4 de abril de 2014 - 5 de abril de 2017   |
| "Roar of the Crowd (Remix)" | CFO$               | 12 de abril de 2017 - 31 de mayo de 2017  |
| "Resistance"                | Powerflo           | 31 de mayo de 2017 - 28 de marzo de 2019  |
| "All Out Life"              | Slipknot           | 4 de abril de 2019 - 6 de abril de 2021   |
| "Say Cheese"                | Poppy              | 13 de abril de 2021 - presente            |

## Campeonatos actuales
Actualmente la marca posee 5 campeonatos, los cuales son:
- NXT Championship
- NXT North American Championship.
- NXT Women's Championship.
- NXT Tag Team Championship.
- NXT Women's North American Championship.
- NXT Heritage Cup

## Próximos eventos PPVs
En la siguiente tabla, se exponen los eventos PPVs actuales de NXT en curso, a la izquierda el que acaba de ocurrir, en medio el evento en producción, y el derecho el evento por realizarse:

| Predecesor: NXT Battleground | Worlds Collide IV: NXT vs. AAA 28 de junio de 2025 | Sucesor: The Great American Bash |

## Gerentes Generales y autoridades

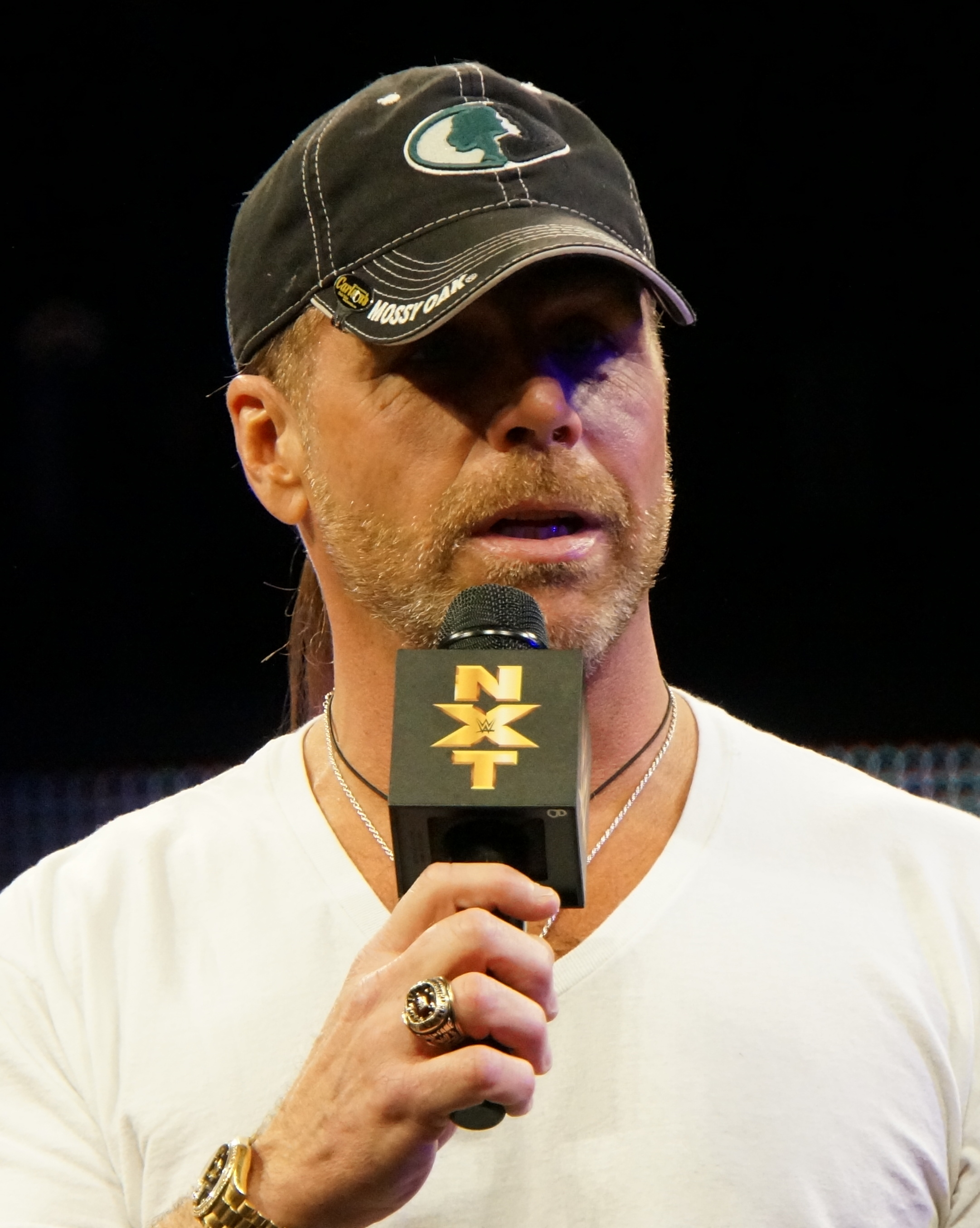
Shawn Michaels

| Nombre                   | Autoridad                 | Inicio                   | Final                    |
| ------------------------ | ------------------------- | ------------------------ | ------------------------ |
| Dusty Rhodes             | Gerente General Interino  | 20 de junio de 2012      | 12 de septiembre de 2013 |
| John "Bradshaw" Layfield | Gerente General           | 12 de septiembre de 2013 | 31 de julio de 2014      |
| William Regal            | Gerente General           | 31 de julio de 2014      | 5 de septiembre de 2021  |
| Michael Cole             | Gerente General Interino  | 25 de noviembre de 2015  | 16 de diciembre de 2015  |
| Shawn Michaels           | Gerente General Interino. | 12 de septiembre de 2021 | 21 de septiembre de 2022 |
| Shawn Michaels           | Gerente General.          | 21 de septiembre de 2022 | 23 de enero de 2024      |
| Shawn Michaels           | Vicepresidente Sénior     | septiembre de 2022       | presente                 |
| Shawn Michaels           | Comisionado               | 13 de septiembre de 2022 | presente                 |
| Ava                      | Gerente General           | 23 de enero de 2024      | presente                 |